# Ambasciata di Svizzera nel Liechtenstein
L'ambasciata di Svizzera nel Liechtenstein ha sede a Berna.

## Storia
L'ambasciata è stata aperta nel marzo del 2000.
Sebbene sia accreditata in Liechtenstein, si trova nella capitale della stessa Svizzera (nella sede del Dipartimento federale degli affari esteri), come del resto la maggior parte delle missioni diplomatiche che sono in contatto con il Principato.

## Consolati
Dal novembre del 2015 anche gli svizzeri residenti in Liechtenstein devono essere iscritti nel registro degli Svizzeri all'estero.
Per facilitare l'applicazione di questo provvedimento è stato aperto dalla Svizzera un consolato generale onorario a Vaduz, subordinato al Centro consolare regionale di Vienna e operativo dal 1⁰ dicembre del 2016.

## Elenco degli ambasciatori
| Nº | Nome                     | Periodo   | Note  |
| -- | ------------------------ | --------- | ----- |
| 1º | Kurt Höchner             | 2000-2003 | [ 1 ] |
| 2º | Paul Seger               | 2003-2010 | [ 1 ] |
| 3º | Rita Adam                | 2010-2014 | [ 1 ] |
| 4º | Florence Tinguely Mattli | 2014-2015 | [ 1 ] |
| 5º | Olaf Kjelsen             | 2015-2018 | [ 1 ] |
| 6º | Pietro Piffaretti        | 2018-2022 | [ 1 ] |
| 7º | Sonja Hürlimann          | Dal 2022  | [ 1 ] |